# Abdeslam Benmaghsoula
Abdeslam Benmaghsoula ou Abdel Salem Ben Magh Soula, né le 20 février 1961 à Constantine, est un handballeur algérien,.

## Palmarès

### Avec l'Équipe d'Algérie
Championnat d'Afrique des nations
- Vainqueur du Championnat d'Afrique 1981
- Vainqueur du Championnat d'Afrique 1983
- Vainqueur du Championnat d'Afrique 1985
- Vainqueur du Championnat d'Afrique 1987
- Vainqueur du Championnat d'Afrique 1989

Championnat d'Afrique junior
- Médaille de bronze au Championnat d'Afrique junior : 1980

Championnats du monde
- 16e place au Championnat du monde 1982
- 16e place au Championnat du monde 1986
- 16e place au Championnat du monde 1990

Jeux olympiques
- 12e place aux Jeux olympiques de 1984
- 10e place aux Jeux olympiques de 1988

Jeux méditerranéens
- Finaliste aux Jeux méditerranéens de 1983
- 5e place aux Jeux méditerranéens de 1991

### En club
- Vainqueur du Championnat d'Algérie en 1980 avec (CS DNC Alger), 1983 avec (MP Oran), 1986 avec (ERC Alger)
- Vainqueur de la Coupe d'Algérie en 1981 avec (CS DNC Alger)
  - Finaliste en 1986 avec (ERC Alger), 1988 avec (MP Oran)
- Vainqueur de la Ligue des champions d'Afrique : 1983 ( MC Alger)
- Finaliste  de la Ligue des champions d'Afrique : 1980 avec (CS DNC Alger)
- Vainqueur du Championnat arabe des clubs champions en 1983 (MP Oran)
- Vainqueur de la Coupe d'Afrique des vainqueurs de coupes en 1989 (avec IRB Alger )